# 瑪格麗特·勞倫斯
瑪格麗特·勞倫斯CC （1926年7月18日– 1987年1月5日）是加拿大小说家。1978年，她成为加拿大国家电影局製作的紀錄片中的主角。1986年，劳伦斯被诊断出患有肺癌，且处于晚期。由於劳伦斯的病情预后不佳，而且由于癌症已扩散到其他器官，除了姑息治疗外没有別的辦法。最終劳伦斯在家中自杀。